# Питкерн, Джон
Джон Питкерн (John Pitcairn) (28 декабря 1722 — 17 июня 1775) британский военный, майор, известен в основном как командир отряда британской лёгкой пехоты во время сражениях при Лексингтоне и Конкорде 19 апреля 1775 года, когда его люди сделали первые выстрелы по британским колонистам, что привело к началу американской войне за независимость. Погиб в сражении при Банкер-Хилле.

## Ранние годы
Питкерн родился в Дайзарте, портовом городе в графстве Файф, Шотландия. Его родителями были пастор Дэвид Питкерн и Кэтрин (Гамильтон) Питкерн. У Джона был старший брат, Уильям Питкерн. В 23 года он вступил в ряды королевской морской пехоты, а в 1746 году стал лейтенантом. Он служил в Канаде во время войны с Францией и получил звание капитана. В 1771 году получил звание майора. В 1774 году Питкерн прибыл в Бостон с отрядом в 600 морских пехотинцев, присланных на усиление британского гарнизона ввиду усиливающихся волнений в колонии.

## Война за независимость
В апреле 1775 года губернатор Массачусетса Томас Гейдж получил задание конфисковать оружие, которые колонисты прятали в Конкорде и арестовать их вождей. Для рейда на Конкорд был набран отряд из 700 человек, который возглавил полковник Фрэнсис Смит. Отряд был набран из рот различных полков, и офицеры для этих рот были взяты из различных подразделений. Джону Питкерну поручили командовать ротой лёгкой пехоты. Отряд Смита собрался в Бостоне 18 апреля в 21:00, переправился через Бостонский залив и в 2 часа ночи начал марш на Конкорд. Вскоре Смит услышал колокольный звон и понял, что колонистам известно об их марше. В 03:00 он собрал 6 рот лёгкой пехоты, поручил их Питкерну, и велел ускоренным маршем идти в Конкорд и взять под охрану мосты через реку около города.

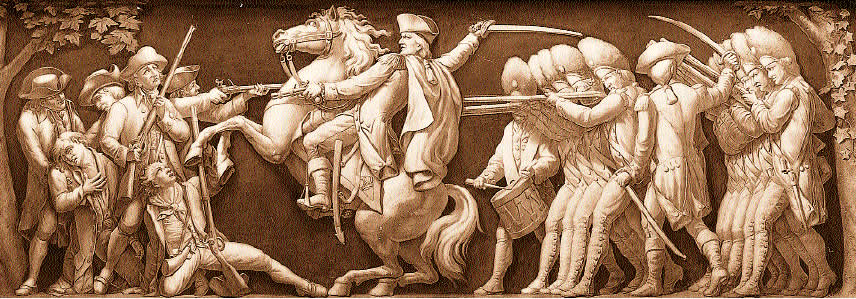
Питкерн в Лексингтоне (Барельеф в Капитолии)

Когда отряд Питкерна вошёл в 04:30 в Лексингтон, он увидел на общинном поле Лексингтона отряд вооружённых колонистов. Питкерн подошёл с последними тремя ротами. Кто-то из офицеров (возможно сам Питкерн) потребовал, чтобы колонисты сложили оружие и разошлись. Джон Паркер, который командовал колонистами, решил подчиниться этому приказу, но его голос не был услышан. Кто-то выстрелил, и британцы открыли огонь по колонистам. Питкерн потом вспоминал, что он не видел, кто именно выстрелил первым, но предполагал, что это были колонисты.
Британцы дали залп, после чего атаковали ополченцев штыками. Всего было убить 8 лексингтонцев и ранено 10. Британцы потеряли одного человека раненым. Роты Питкерна вышли из-под контроля офицеров в основном потому, что не знали цели своего похода. Они стреляли в различных направлениях и были готовы вломиться в частные дома. Полковник Смит в это время приближался с основной колонной и поспешил вперёд, чтобы разобраться в происходящем. Он нашёл барабанщика и приказал ему дать команду на общий сбор. Когда подошли гренадёры, легкой пехоте разрешили дать залп в честь победы, после чего колонна построилась и продолжила марш на Конкорд.

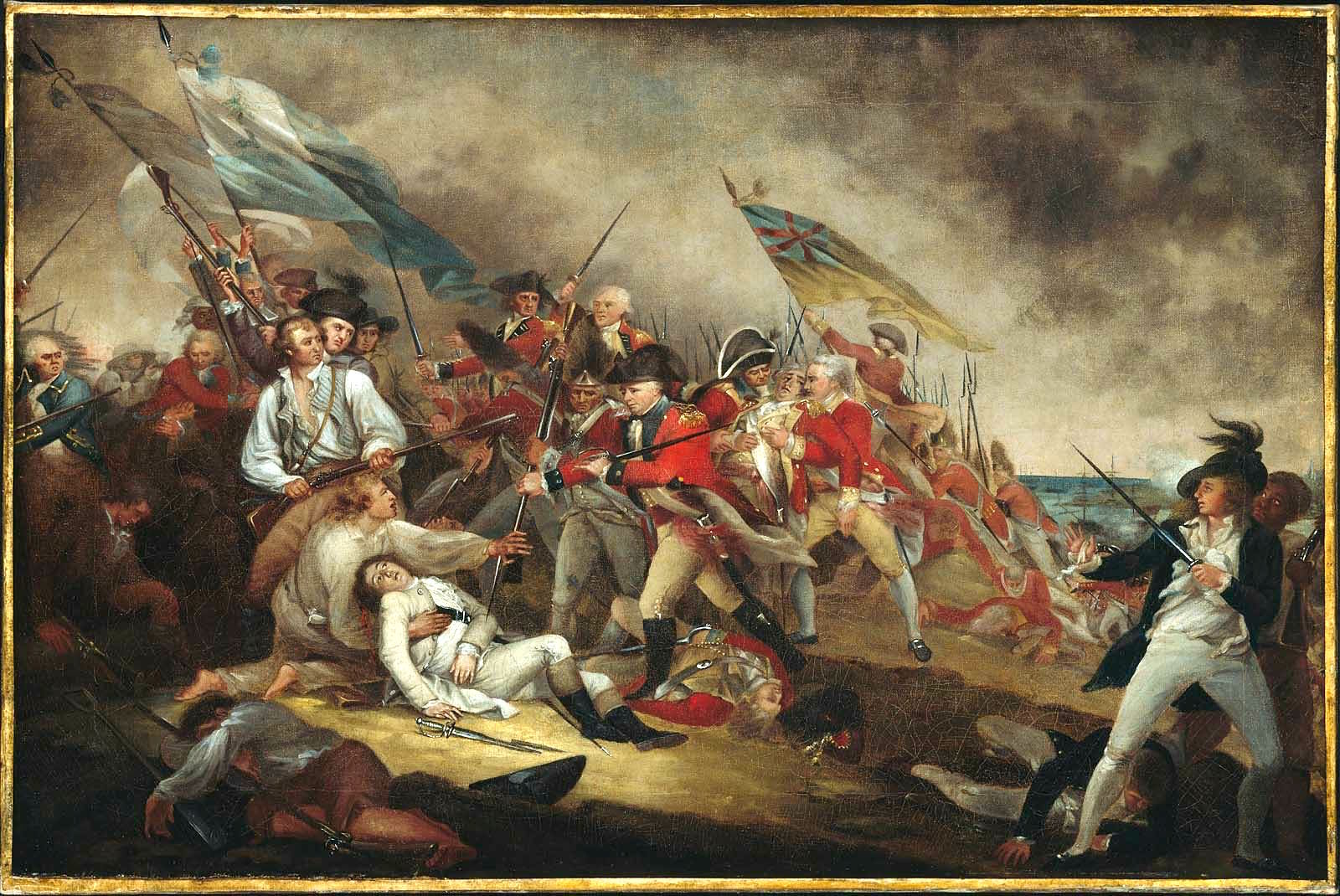
«Гибель генерала Уоррена в сражении при Банкер-Хилл»

Отряд Смита пришёл в Конкорд, приступил к поискам оружия, а в полдень начал обратный марш на Бостон. Всю дорогу от Конкорда до Лексингтона колонисты вели по ним огонь с флангов, а на подходе к Лексингтону британцы столкнулись с отрядом Джона Паркера. В перестрелке был ранен полковник Смит, который сдал командование Питкерну. Питкерн выбил Паркера с позиции и продолжил марш, но вскоре под ним была убита лошадь, он упал с седла и был ранен. С этого момента британский отряд остался без командования и его отступление превратилось в беспорядочное бегство. В 14:30 отступающий отряд соединился с отрядом лорда Перси, который шёл на помощь из Бостона. С этого момента Перси принял командование всеми британскими частями.

## Личная жизнь
Питкерн был женат на Элизабет Дэлримпл (1724—1809), дочери Роберта Дэлримпла. В их семье было четыре сына и четыре дочери. Их сын Роберт Питкерн стал мидшипменом королевского флота. 3 июля 1767 года он находился на борту корабля HMS Swallow и первый заметил острова, которые в его честь были названы Острова Питкэрн. В 1770 году он пропал вместе с кораблём на пути на Коморские острова. Дочь майора Питкерна, Кэтрин Питкерн, вышла замуж за Чарльза Кокрейна (который впоследствии был адъютантом лорда Корнуоллиса и погиб в Йорктауне), сына Томаса Кокрейна, 8-го графа Дандональда.
Его старший сын Дэвид Питкерн стал известным шотландским медиком.

## В культуре

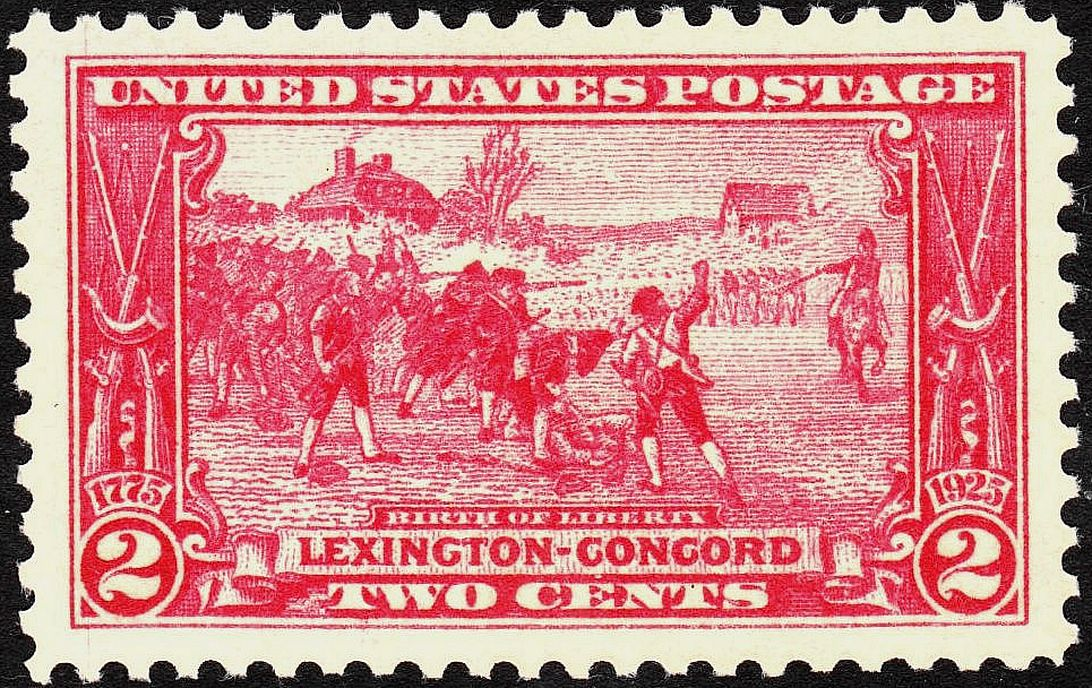
«Birth of Liberty», марка 1925 года.

В начале XIX века художник Джон Трамбулл создал картину «Гибель генерала Уоррена в сражении при Банкер-Хилл», на которой на втором плане изобразил умирающего Питкерна. Так как в распоряжении художника не было портретов Питкерна, то он рисовал его с сына майора, Дэвида Питкерна. На картине Питкерн нарисован погибшем на вершине высоты Банкер-Хилл, хотя в реальности он погиб у её подножья. Его униформа так же не соответствует униформе морских пехотинцев тех лет.
Питкерн так же изображён на одном из внутренних барельефов ротонды Капитолия, которая изображает сцену перестрелки в Лексингтоне.
В 1925 году отмечалось 150-летие сражения, и были выпущены три почтовые марки стоимостью 1, 2 и 3 цента. Эти марки стали первыми марками, посвящёнными событиям войны за независимость. 2-центовая марка «Birth of Liberty» была основана на картине Генри Сэндхама «The Dawn of Liberty» 1885 года. Она изображает идеализированную версию перестрелки в Лексингтоне, на которой майор Питкерн и капитан Паркер приказывают открыть огонь.

## В массовой культуре
- Джон Питкерн выступает как член Ордена тамплиеров и один из главных антагонистов в видеоигре Assassin’s Creed III. При создании игрового образа Питкерна использовался ряд фактов из его реальной биографии[7].